# Wayne Besen
Wayne Besen (Fort Lauderdale, 5 luglio 1970) è un giornalista e saggista statunitense, sostenitore dei diritti dei gay negli Stati Uniti. Egli è un ex portavoce della Human Rights Campaign o HRC ("Campagna per i diritti umani"), la maggiore associazione americana per i diritti di gay e lesbiche.

## Biografia
Besen è probabilmente noto ai più per il suo ruolo nella lotta contro il movimento dei cosiddetti ex gay. Nel 2000, egli fotografò l'ex-gay ed esponente di massimo spicco (il presidente nazionale) dell'associazione Exodus International, John Paulk, in un bar gay di Washington. Besen riconobbe Paulk perché costui era apparso come testimonial di una controversa campagna pubblicitaria sulla stampa e sulle televisioni, finanziata dalle chiese fondamentaliste, presentandosi come prova vivente del fatto che l'omosessualità può essere guarita, come nel suo caso.
Alla sua guarigione era stata dedicata una copertina di Newsweek. Paulk era inoltre l'autore del libro Not afraid to change; the remarkable story of how one man overcame homosexuality ("Non ho paura del cambiamento: la notevole storia di come un uomo ha sconfitto l'omosessualità"). Paulk si giustificò in un primo tempo dicendo che era lì semplicemente per usare il bagno, ma Besen, supportato da altri clienti, testimoniò che Paulk prima di essere riconosciuto stava bevendo e amoreggiando da almeno una ventina di minuti, offrendo anche da bere.

Besen rese pubblica la storia, e scrisse su di essa un libro: Anything but straight: unmasking the scandals and lies behind the ex-gay myth ("Tutto fuorché etero: smascherare gli scandali e le bugie dietro il mito degli ex-gay"), che fu nominato per due Lambda Literary Awards nel 2003. A partire dal libro Besen ha creato anche un sito web. 